# آیدین الفت
آیدین اُلفَت (زادهٔ ۳ تیر ۱۳۵۲ – درگذشتهٔ ۱۴ مرداد ۱۴۰۰) صدابردار، طراح صدا، آهنگساز، نوازندهٔ پیانو، خواننده، شاعر و کارگردان تئاتر اهل ایران بود. او بنیان‌گذار و مدیر مجموعه استودیوهای «شهر صدا»، از مجهزترین مجموعه‌های ضبط و تولید آثار موسیقایی و سینمایی در ایران و مؤسس رشتهٔ صدابرداری در دانشگاه جامع علمی کاربردی بود.

## زندگی‌نامه
آیدین الفت ۳ تیر سال ۱۳۵۲ در تهران متولد شد. او نواختن پیانو را از سال ۱۳۷۱ آغاز کرد و پس از دریافت دیپلم ریاضی فیزیک، به تحصیل در رشتهٔ کارشناسی مهندسی الکترونیک در دانشگاه آزاد اسلامی تهران مشغول شد. آیدین الفت دورهٔ صدابرداری و صداگذاری دیجیتال را در مؤسسه فن آوران تهران سپری کرد. او همچنین نخستین آثار آهنگسازی خود را در سال ۱۳۷۸ تجربه کرد. الفت پس از دریافت مدرک کارشناسی مهندسی الکترونیک به کانادا سفر کرد. او دورهٔ صدابرداری و صداگذاری دیجیتال را در کالج «آی تی دی» و دورهٔ ساراند را در دانشگاه مک‌گیل به پایان رساند. وی تحصیلات خود را در کالج اکسپرسیون کالیفرنیای آمریکا ادامه داد و مدرک کارشناسی ارشد رشتهٔ مهندسی صدا را دریافت کرد. او پس از بازگشت به ایران در رشتهٔ پژوهش هنر دانشگاه آزاد اسلامی واحد تهران مرکزی به تحصیل مشغول شد و مدرک کارشناسی ارشد رشتهٔ پژوهش هنر را دریافت کرد و پس از آن در مقطع دکترای پژوهش هنر پذیرفته شد.
آیدین الفت از سال ۱۳۸۶ تدریس رشتهٔ صدابرداری و صداگذاری دیجیتال را در مؤسسه فن آوران اطلاعات تهران آغاز کرد و در همین سال تئاتر قصهٔ ما را به همراه حمید پورآذری کارگردانی کرد. مجموعهٔ «شهر صدای پارسیان» در سال ۱۳۸۸ توسط آیدین الفت، در سه بخشِ بازرگانی و فروش تجهیزات حرفه‌ای صوتی، آموزش علوم مهندسی صدا و فنون صدابرداری و استودیو ضبط آثار صوتی و صداگذاری تأسیس و افتتاح شد. او همچنین رشتهٔ صدابرداری را در دانشگاه جامع علمی کاربردی، در مقطع کاردانی و کارشناسی تأسیس کرد و مدیریت گروه این رشته را بر عهده گرفت. در سال ۱۳۹۹ پس از سه سال پیگیری و تلاشِ آیدین الفت، برای نخستین بار رشتهٔ آموزشی «طراحی و ساختاربندی (مهندسی) صدا» در سازمان آموزش فنی و حرفه‌ای کشور تأسیس و ثبت شد.
او از سال ۱۳۸۷ تا ۱۴۰۰، طراحی، مهندسی صدا، صدابرداری، میکس و مسترینگ آثارِ متعدد نمایشی، کنسرت‌ها و آثار موسیقی را بر عهده داشت. آیدین الفت ۱۲ تیر سال ۱۴۰۰، آخرین اثر موسیقی خود، با نام «سیراب شدم» را با شعر، آهنگ و صدای خود منتشر کرد. در این قطعه که تنظیم آن بر عهدهٔ امید نیک‌بین بوده از صدای ساز صراحی، یکی از سازهای ابداعی محمدرضا شجریان، استفاده شده است.

## درگذشت
آیدین الفت ۱۴ مرداد سال ۱۴۰۰، بر اثر عوارض ابتلا به بیماری کرونا (دلتا) در بیمارستان رسول اکرم تهران درگذشت. پیکر او ۱۷ مرداد ۱۴۰۰ در طبقهٔ فوقانی آرامگاهِ رضا رحیمی، نوازندهٔ پیشکسوت کمانچه، در قطعهٔ هنرمندان بهشت زهرای تهران به خاک سپرده شد.

### واکنش‌ها
حسین علیزاده به مناسبت درگذشت آیدین الفت، یادداشتی را منتشر کرد. او در این یادداشت چنین نوشت:
صدای‌مان در گلو ماند، کجا رفتی؟ از این شهر بی‌صدا، از این شهر بی ندا، از این شهر حسرت، کجا رفتی؟ در شهر قشنگ تو، صدا بود و صدا، در شهر قشنگ تو، عشق بود و عشق، تو رفتی، اما صدایت… در شهر طنین‌انداز است. تو رفتی، اما توشه سنگینی به دوش کشیدی، توشه‌ای از صداهای شهر. چه نغمه‌های ناشنیده‌ای که به شوق شهر صدایت جاری می‌شد. شهر تو، پژواک روح و دل عاشقان، مخزن راز بود. راز الفت، راز دوستی، راز عشق… تو، نرفتی اما، تو، نرفتی…
شبنم مقدمی با انتشار یک متن و یک عکس مشترک، دربارهٔ آیدین الفت سخن گفت. او در بخشی از یادداشت خود نوشت:
... تسلیت به تئاتر و سینمای ایران برای از دست دادن چنین گوهر ارزشمندی، داغ مرگ آیدین الفت از آن داغ‌هاست که حالاها بلکه تا همیشه با دلمان خواهد ماند، روانت آرام مرد نیک روزگار، یادت به خیر و نیکی…
مانی جعفرزاده یادداشتی با عنوان «شهر بی‌صدا» منتشر کرد. او در بخش‌هایی از متنِ خود نوشت:
مرگِ آیدین، به‌نظرم مرگ یک آدم خاص است… زمانی که «شهر صدای پارسیان» را افتتاح کرد، بخش بزرگی از سرمایهٔ موروثی خانواده‌ای متمکّن را متمرکز کرد بر تولید. این در موقعیتی بود که همهٔ اهلِ بازار داشتند ریال‌هایشان را دلار می‌کردند چون می‌دانستند که به‌زودی ارزش پول ملّی سقوط خواهد کرد… «شهر صدای پارسیان» یکی از موفق‌ترین نمونه‌های سرمایه‌گذاری بخش خصوصی [واقعن خصوصی] در حوزه فرهنگ و تولید هنری است… آیدین الفت کوشید تفکر سازنده را جای‌گزین نگاهِ سوداگر بکند و تا جایی که عمر کوتاهش مجال داد، موفق بود…

## فعالیت‌های هنری و پژوهشی
از جمله فعالیت‌های آیدین الفت می‌توان به موارد زیر اشاره کرد:
مدیر عامل شرکت «مهندسین پیشگام»، عضویت در هیئت مدیره کارفرمایان شبکه‌های اینترنتی، برگزاری کارگاه «طراحی صوتی و مهندسی صدا» در جشنواره بین‌المللی تئاتر فجر، برگزاری کارگاه «کارکرد دراماتیک موسیقی زنده و پخش شونده در اجرای نمایش» در جشنواره بین‌المللی تئاتر فجر، بنیان‌گذاری و مدیریت مجموعه «شهر صدای پارسیان»، مدیر عامل شرکت «ریگزار»، برگزاری و دبیری نخستین و دومین نشست تخصصی «میکس و مسترینگ»، برگزاری و دبیری نخستین نشست تخصصی «صدابرداری استودیویی در ایران»، برگزاری سمینار «نسل ما و موسیقی»، برگزاری نشست «هنر شنیدن و اجرای موسیقی» با حضور نادر مشایخی، همکاری با کریستف رضاعی در پروژهٔ موسیقی «گفتمان»، مدیر اجرایی و مدیر روابط عمومی نخستین فستیوال تئاتر «کارنامه»، مشارکت در تدوین و تدریس رشتهٔ فناوری صدا در دانشگاه آزاد اسلامیعضویت در هیئت تحریریه مجلهٔ صنعت صدا و تصویر، مدیریت پشتیبانی ششمین سال‌نوای موسیقی ایران

## آثار هنری
از جمله آثار آیدین الفت می‌توان به موارد زیر اشاره کرد:

### طراحی صدا
- پروژهٔ «زن، رؤیا، کابوس»، ۱۳۹۰[۳۹]
- دراکولا به کارگردانی رضا کوچک‌زاده، ۱۳۹۰[۴۰]
- زمستان ۶۶ به کارگردانی محمد یعقوبی، ۱۳۹۰[۴۱]
- نمایش پالتوی پشمی قرمز به کارگردانی افسانه ماهیان، ۱۳۹۱[۴۲]
- نمایش ویتسک به کارگردانی رضا ثروتی (مهندسی فنی صدا)، ۱۳۹۱[۴۳]
- به صدای زمین گوش کن به کارگردانی جلال تهرانی، ۱۳۹۱[۴۴]
- نمایش بیرون پشت در به کارگردانی ایمان اسکندری، ۱۳۹۳[۴۵]
- مکبث به کارگردانی حسین نوشیر، ۱۳۹۳[۴۶]
- خشکسالی و دروغ به کارگردانی محمد یعقوبی، ۱۳۹۳[۴۶]
- هیولاخانی به کارگردانی محمد یعقوبی، ۱۳۹۳[۴۶]
- در انتظار گودو به کارگردانی علی‌اصغر دشتی، ۱۳۹۳[۴۷]
- در بارانداز به کارگردانی امیرکاوه آهنین‌جان (مهندسی و مشاور طراحی صدا)، ۱۳۹۴[۴۸]
- ترور به کارگردانی حمیدرضا نعیمی، ۱۳۹۴[۴۹]
- برنارد مرده است به کارگردانی علی سرابی، ۱۳۹۴[۵۰]
- سال‌ثانیه به کارگردانی حمید پورآذری، ۱۳۹۴[۵۱]
- افسون معبد سوخته به کارگردانی کیومرث مرادی، ۱۳۹۵[۵۲]
- نامه‌های عاشقانه از خاورمیانه به کارگردانی کیومرث مرادی، ۱۳۹۵[۵۳]
- رومئو و ژولیت به کارگردانی هستی حسینی، ۱۳۹۵[۵۴]
- فرشتهٔ مرگ به کارگردانی مسعود رایگان، ۱۳۹۵[۵۵]
- ترن به کارگردانی حمیدرضا آذرنگ (مهندسی صدا)، ۱۳۹۵[۵۶]
- هملت، تهران ۲۰۱۷ به کارگردانی کیومرث مرادی، ۱۳۹۶[۵۷]
- رئال مادرید ۱۱ – بارسلونا ۱ به کارگردانی سید مهدی شجاعی، ۱۳۹۶[۵۸]
- نامه‌های عاشقانه از خاورمیانه به کارگردانی کیومرث مرادی، ۱۳۹۶[۵۹]
- گفت‌وگوی برجای‌ماندگان به کارگردانی میلاد شجره، ۱۳۹۶[۶۰]
- دیر راهبان به کارگردانی کیومرث مرادی، ۱۳۹۷[۶۱]
- خرده نان به کارگردانی کوروش سلیمانی، ۱۳۹۷[۶۲]
- مرغ دریایی من به کارگردانی کیومرث مرادی، ۱۳۹۸[۶۳]
- آژی‌دهاک به کارگردانی کیومرث مرادی (مهندسی صدا)، ۱۳۹۹[۶۴]
- شکار روباه به کارگردانی علی رفیعی[۹]

### کارگردانی تئاتر
- قصهٔ ما، ۱۳۸۶[۶۵]
- تجربهٔ مرگ، ۱۳۸۸[۶۶]
- شمارهٔ ۹۱۹۱۳، ۱۳۹۳[۶۷]
- ۹۱۹۱۳ (فیلم تئاتر)، ۱۳۹۵[۶۸]

### آهنگسازی
- آلبوم موسیقی نگینی در زیر خاک[۶۹]
- کنسرت موسیقی «فرزند این سرزمین» (اجرای قطعاتی از آیدین الفت به همراه آثاری از روح‌الله خالقی، مصطفی نوریان و امیرحسین طریقت) ۱۳۹۱[۷۰]
- نمایش دو مرد در یک اتاق به کارگردانی مسعود رایگان، ۱۳۹۵[۷۱]
- «غمِ بی‌پایان» از آلبوم موسیقی بوسه بر بال‌های پروانه به نوازندگی علی جعفری پویان، ۱۳۹۸[۷۲]
- قطعهٔ «کاش آدما می‌فهمیدن» (نوازندگی پیانو، شعرخوانی و آهنگسازی)، ۱۳۹۹[۷۳]
- قطعهٔ «ناخوشم» (شاعر، خواننده و آهنگساز)، ۱۳۹۹[۷۴]
- قطعهٔ «سیراب شدم» (شاعر، خواننده و آهنگساز)، ۱۴۰۰[۷۵]